# Forhør
Forhør er en form for udspørgen eller afhøring som udføres af myndigheder for at frembringe information.
I Danmark er et grundlovsforhør et møde ved en domstol hvor en dommer bestemmer om en anholdelse kan forlænges udover de 24 timer det danske politi har ret til at tilbagehold en anholdt.